# 石二鍋
石二鍋（英語：Shi Erguo）是台灣王品集團旗下的一家連鎖火鍋品牌，提供無限自助取用服务。创立于2009年，2012年進入中國大陸市場，並一度在上海有16家連鎖店。2017年10月底，由於無法獲利，石二鍋退出中國大陸市場。至2021年在台灣共有75家连锁店。

## 湯頭鍋底
- 石頭鍋
- 涮涮鍋
- 勁香辣姊鍋
- 鮮菇蔬食鍋
- 剝皮辣椒鍋
- 起司牛奶鍋

## 用餐方式
門口有取號機紙本取號單，可以選取人數和桌型。桌型有一大鍋的共鍋，也有個人鍋、吧檯。全門市採自助式服務，無收取服務費。全門市收現金、電子支付。提供內用、外帶，預先點餐更便利。

(1) 餐廳服務：飲料、醬料、湯底自助，可無限暢飲。

(2) 付款方式：現金或線上付款。 

(3) 無用餐時間限制。 

點餐方式： 選湯鍋 → 選主餐 → 選副餐 → 選加購、加點。
 
用餐時間： 依據各門市營運情況而定。

## 外部連結
- 石二鍋 （页面存档备份，存于）
- 王品瘋美食 （页面存档备份，存于）
- 王品瘋美食  LINE 官方帳號 （页面存档备份，存于）
- 王品瘋美食 APP (ios) （页面存档备份，存于）
- 王品瘋美食 APP (Android) （页面存档备份，存于）
- 石二鍋的Facebook專頁
- 王品瘋美食的Facebook專頁
- 石二鍋的Instagram帳戶
- 王品瘋美食的Instagram帳戶